# Pterocarpus indicus
Pterocarpus indicus е вид растение от семейство Бобови (Fabaceae). Видът е световно застрашен, със статут Уязвим.

## Разпространение
Видът е разпространен във Вануату, Индия, Индонезия (Бали, Калимантан, Малки Зондски острови, Малуку, Западна Нова Гвинея, Сулавеси, Суматра и Ява), Камбоджа, Малайзия (Западна Малайзия и Сабах), Мианмар, Папуа Нова Гвинея (Бисмарк), Провинции в КНР, Соломонови острови, Соломонови острови, Тайван, Тайланд, Филипини и Шри Ланка.
Регионално е изчезнал във Виетнам.